# Leucogyrophana lichenicola
Leucogyrophana lichenicola är en svampart som beskrevs av Thorn, Malloch & Ginns 1998. Enligt Catalogue of Life ingår Leucogyrophana lichenicola i släktet Leucogyrophana,  och familjen Hygrophoropsidaceae, men enligt Dyntaxa är tillhörigheten istället släktet Leucogyrophana,  och familjen Coniophoraceae. Arten är reproducerande i Sverige. Inga underarter finns listade i Catalogue of Life.